# Myopathie métabolique
Les myopathies métaboliques sont les myopathies en rapport avec une anomalie de fonctionnement cellulaire des muscles chargée de produire l’énergie nécessaire au fonctionnement de ces muscles.
Elles sont un sous-groupe des maladies neuromusculaires.

## Liée à l’X
| Nom                                                               | O.M.I.M | Chromosome   | Gène  | Enzyme                                      |
| ----------------------------------------------------------------- | ------- | ------------ | ----- | ------------------------------------------- |
| Déficit en phosphoglycérate kinase avec myoglobinurie et hémolyse | 311800  | Xq13         | PGK1  | Phosphoglycérate kinase                     |
| Syndrome de Barth                                                 | 302060  | Xq28         | TAZ   | Tafazine                                    |
| Glycogénose type 2B Maladie de Danon                              | 300257  | Xp21.3-p21.2 | LAMP2 | Lysosomal-Associated Membrane Protein 2     |
| Maladie mitochondriale d’origine nucléaire                        |         |              |       | Multiples délétions du génome mitochondrial |
| Myopathie mitochondriale avec cataracte                           |         |              |       |                                             |

## Transmission autosomique récessive
| Nom                                                                           | O.M.I.M              | Chromosome    | Gène                                      | Enzyme                                 |
| ----------------------------------------------------------------------------- | -------------------- | ------------- | ----------------------------------------- | -------------------------------------- |
| Glycogénose musculaire type II Maladie de Pompe                               | 232300               | 17q25.2-q25.3 |                                           | Alpha-glucosidase                      |
| Glycogénose musculaire type V Maladie de McArdle                              | 229800               | 11q13         |                                           | Phosphorylase musculaire               |
| Glycogénose musculaire type VII Maladie de Tarui                              | 232800               | 12q13.3       | PFKM                                      | Phosphofructokinase musculaire         |
| Déficit en phosphoglycérate mutase                                            | 261670               | 7p12-p13      | PGAMM                                     | Phosphoglycerate mutase musculaire     |
| Déficit en lactate déshydrogénase type A                                      | 150000               | 11p15.4       | LDHA                                      | Lactate déshydrogénase                 |
| Déficit en myoadénylate déaminase                                             | 150000               | 1p21-p13      | AMPD1                                     | Myoadénylate déaminase                 |
| Déficit en carnitine palmitoyltransférase II                                  | 600649 608836 255110 | 1p32          | CPT2                                      | Carnitine palmitoyltransférase II      |
| Myopathie mitochondriale infantile fatale ou débutant à l’enfance             | 251880               | 16 13 2       | DGUOK-TK2                                 | Deoxyguanosine kinase thymidine kinase |
| Déficit en carnitine                                                          |                      |               |                                           |                                        |
| Myopathie mitochondriale, anomalie de transport des protéines mitochondriales |                      |               |                                           |                                        |
| Myopathie mitochondriale, déficit en NADH-CoQ de la chaine respiratoire       | 252010               | 5q11.1        | NDUFV1 NDUFS1 NDUFS2 NDUFS4 NDUFS7 NDUFS8 | Complex 1                              |
| Myopathie mitochondriale avec acidose lactique                                |                      |               |                                           |                                        |
| Glycogénose type 3 Maladie de Cori Maladie de Forbes                          | 232500               | 1p21          | AGL-GDE                                   | Amylo-1,6 glucosidase                  |
| Glycogénose type 4 Maladie d'Andersen                                         | 232200               | 3p12          | GBE1                                      | Enzyme branchante                      |

## Sporadique
| Nom                                        | O.M.I.M | Chromosome | Gène | Enzyme |
| ------------------------------------------ | ------- | ---------- | ---- | ------ |
| Myopathie mitochondriale infantile létale  | 551000  |            | MTTT |        |
| Myopathie mitochondriale de type lipidique |         |            |      |        |

## Inconnu
| Nom                                                 | O.M.I.M | Chromosome | Gène | Enzyme              |
| --------------------------------------------------- | ------- | ---------- | ---- | ------------------- |
| Glycogénose musculaire type III (Maladie de Forbes) | 232400  | 1p21.2     | AGL  | enzyme débranchante |
| Glycogénose musculaire type IV (Maladie d’Andersen) |         |            |      |                     |